# گرینجر (ایندیانا)
گرینجر (به انگلیسی: Granger) یک منطقهٔ مسکونی در ایالات متحده آمریکا است که در شهرستان سنت ژوزف، ایندیانا واقع شده‌است. گرینجر ۶۷٫۹ کیلومتر مربع مساحت و ۳۰٬۴۶۵ نفر جمعیت دارد و ۲۴۳ متر بالاتر از سطح دریا واقع شده‌است.